# هم‌هوایی
هم‌هوایی یا سازش فرایند سازگار شدن جمعیت‌هایی از ارگانیزم‌ها با شرایط زیست‌محیطی معینی، که به منظور آزمایش مهیا شده است.
هرگاه فرد برای مدت معینی بسته به شرایط (ارتفاع، خود شخص و غیره) در ارتفاع اقامت کند، به‌تدریج با فشار اکسیژن پائین سازش پیدا می‌کند، یا به‌عبارت دیگر آکلیماتیزه یا هم‌هوا می‌شود، به‌طوری که فشار اکسیژن پائین موجب اثرات زیان‌آور کمتری در بدن می‌شود و لذا شخص قادر می‌شود، که کار سخت‌تری انجام دهد، یا به ارتفاعات باز هم بالاتری صعود کند.